# The Neon Remixed
Albums de Erasure
The Neon
(2020) Ne:EP
(2021)
The Neon Remixed est le titre d'un album du groupe britannique Erasure, sorti le 30 juillet 2021 au Royaume-Uni. 
Constitué de chansons de l'album The Neon, nouvellement remixées, ce disque vient en appui promotionnel de la tournée "The Neon Tour", prévue sur l'automne 2021 et l'hiver 2022. Il y ajoute un titre inédit jusqu'alors, Secrets, lui-même gratifié d'un remix.
Quelques remixes ont été réalisés par des personnalités connues de l'industrie musicale : Paul Humphreys (du duo synthpop OMD), Gareth Jones (l'un des producteurs historiques du label britannique Mute Records) et Matt Pop (YouTubeur connu pour ses remixes en ligne).
Tous les remixes figurant sur ce disque ayant été réalisés en 2021, The Neon Remixed ne peut donc être considéré comme une compilation de remixes antérieurs.

## Classement parmi les ventes d'albums
| Pays        | Meilleure position |
| ----------- | ------------------ |
| Royaume-Uni | 33                 |

## Liste des plages
| 1.  | Secrets                                                                        |  |
| 2.  | Hey Now (Think U Got a Feling) (Hifi Sean remix)                               |  |
| 3.  | Nerves of Steel (Andy Bell & Gareth Jones' Sapphire and Steel mix)             |  |
| 4.  | Fallen Angel (Saint remix)                                                     |  |
| 5.  | Shot a Satellite (GRN Extended remix)                                          |  |
| 6.  | No Point in Tripping (John “J-C” Carr & Bill Coleman 808 BEACH Extended remix) |  |
| 7.  | Tower of Love (BSB’s Stella Polaris Remix)                                     |  |
| 8.  | Diamond Lies (Armageddon Turk Extended remix)                                  |  |
| 9.  | New Horizons (Matt Pop Extended remix)                                         |  |
| 10. | Careful What I Try to Do (Brixxtone Extended remix)                            |  |
| 11. | Kid You’re Not Alone (Theo Kottis remix)                                       |  |

| 1. | Secrets (Kim Ann Foxman’s Heaven Mix)                               |  |
| 2. | No Point in Tripping (Can Love Be Synth Remix)                      |  |
| 3. | Hey Now (Think I Got A Feeling) (Hifi Sean Dub)                     |  |
| 4. | Careful What I Try to Do (Brixxtone Synthwave Dub)                  |  |
| 5. | Nerves of Steel (Gareth Jones' ElectroGenetic Terabyte of Love Mix) |  |
| 6. | Kid You're Not Alone (Paul Humphreys Remix)                         |  |
| 7. | Secrets (Octo Octa’s Psychedelic Visions Disco Dub)                 |  |